# Feindnachrichtenabteilung
Die Feindnachrichtenabteilung war Bestandteil höherer Stäbe ab Divisionsebene im preußisch-deutschen Heer und der Wehrmacht. Führer der Feindnachrichtenabteilung war der Dritte Generalstabsoffizier (Ic). Die Feindnachrichtenabteilung gliederte sich in fünf Gruppen mit verschiedenen Aufgaben:
- Gruppe I: Feindlage
- Gruppe II: Einsatzführung unterstellter Einheiten der Abwehr
- Gruppe III: Briefzensur
- Gruppe IV: Geheime Feldpolizei
- Gruppe V: Propaganda